# Dianthus goekayi
Dianthus goekayi är en nejlikväxtart som beskrevs av Kaynak, Yilmaz och Daskin. Dianthus goekayi ingår i släktet nejlikor, och familjen nejlikväxter. Inga underarter finns listade i Catalogue of Life.